# Tomasz Białoszewski
Zbigniew Tomasz  Białoszewski – dziennikarz telewizyjny i radiowy, komentator wydarzeń lotniczych.
Pod koniec lat 80. został prowadzącym Wiadomości, pracował także w redakcji Programów Wojskowych TVP. W latach 1990–1993 prowadził wydanie główne i inne wydania Wiadomości. Zajmował się reportażem i publicystyką, głównie historyczno-wojenną.
Laureat Grand Prix I Międzynarodowego Festiwalu Filmów Wojennych w Budapeszcie za film Szóstka z chmur. Współautor serialu lotniczo-historycznego Na skrzydłach Ikara (1998). Laureat lotniczego wyróżnienia „Błękitne Skrzydła” (2000).